# Église Saint-Pierre de Désertines
Pour les articles homonymes, voir Église Saint-Pierre.
L'église Saint-Pierre de Désertines est une église catholique située à Désertines, dans le département français de la Mayenne.

## Localisation
L'église est située dans le bourg de Désertines, au croisement des routes départementales 5 et 141.

## Histoire
L'église actuelle a été édifiée sur les fondations de l'ancienne église fondée par saint Pavace, laquelle était déjà dédiée à saint Pierre. Le 2 septembre 1792, une émeute éclate à l'instigation de Michel Bougrain. Lui et ses nombreux complices veulent jeter les bancs hors du sanctuaire, mais Bougrain est emprisonné. Sa bande menace alors d'incendier le bourg, si bien que le curé n'ose plus sortir de sa cure sans l'escorte des gardes nationaux.

## Architecture et extérieurs
L'église présente un style néo-gothique.

## Intérieur
L'intérieur renferme les fonts baptismaux du XVIIe siècle provenant de l'ancienne église. Ils sont gravés des armes de l'abbaye de Fontaine-Daniel : un écu portant six écussons et « sommé d'une mitre et d'une crosse. »